# Морете, Карлос Мануэль
Ка́рлос Мануэ́ль Море́те Ма́рков (исп. Carlos Manuel Morete Markov; 14 января 1952, Мунро, провинция Буэнос-Айрес) — аргентинский футболист, выступавший на позиции нападающего. Трижды становился лучшим бомбардиром чемпионата Аргентины.

## Биография
Карлос Морете — воспитанник академии «Ривер Плейта». В основном составе «миллионеров» дебютировал в 1970 году. Ещё будучи игроком третьей команды «Ривера» Морете выделялся на фоне соперников и партнёров и за свои скоростные качества журналист Рикардо Альдао дал нападающему прозвище «Пума», под которым Морете был известен футбольной общественности до самого завершения карьеры. В 1972 году Морете впервые в карьере стал лучшим бомбардиром чемпионата Аргентины — в турнире Насьональ он в 15 матчах забил 14 голов. Спустя два года он стал лучшим бомбардиром Метрополитано, отличившись 18 раз в 18 играх. В следующем году Морете помог «Риверу» дважды стать чемпионом Аргентины — команде покорились как чемпионат Метрополитано, так и Насьональ — в 50 матчах сезона Морете отличился 31 раз, хотя лучшим бомбардиром и не стал — оба раза бомбардирскую гонку выиграл Орасио Скотта. После этого «Пума» подписал контракт с испанским «Лас-Пальмасом».
Испанский период карьеры Морете продлился шесть лет. Аргентинец продолжал забивать большое число голов — в 147 матчах за «островитян» в Ла-Лиге он отличился 80 раз (во всех турнирах на его счету 99 голов), а наиболее успешным для «Пумы» стал сезон 1976/77, когда он забил 22 гола в первенстве Испании. В розыгрыше Кубка УЕФА 1977/78 Морете в четырёх играх забил шесть голов. Последний сезон в Испании аргентинец провёл в составе «Севильи», после чего вернулся в Аргентину.
Морете присоединился к стану злейшего врага родного «Ривера» — «Боке Хуниорс», но закрепиться в составе генуэзцев не смог по причине плохой физической формы, хотя он и стал в третий раз чемпионом Аргентины. Переход в скромный «Тальерес» из Кордовы помог нападающему вновь поймать чувство гола — за половину сезона он забил в чемпионате Аргентины 20 голов в 20 матчах, после чего получил приглашение ещё одного гранда — «Индепендьенте». До конца 1982 года он забил ещё 20 голов, установив личный рекорд результативности за календарный год (40 голов).
С «королями кубков» Морете провёл ещё один полный сезон, то есть два чемпионата (чемпионский Метрополитано, а также Насьональ 1983), после чего перешёл в «Архентинос Хуниорс», ставший последним клубом в карьере нападающего. «Красные жуки» в середине 1980-х годов выдвинулись в лидеры аргентинского футбола. Вместе с этой командой Морете ещё дважды стал чемпионом Аргентины и в 1985 году завоевал Кубок Либертадорес. По окончании сезона 1985/86 нападающий завершил карьеру.
6 февраля 1973 года Морете дебютировал в сборной Аргентины, руководимой Омаром Сивори; тренер вызвал его на две игры. После длительного перерыва в 1983 году Карлос Билардо вновь вызвал нападающего в стан «альбиселесте». Всего Карлос Морете сыграл в четырёх матчах за Аргентину и отметился одним забитым мячом.
У Карлоса есть сын Омар, родившийся в Испании.

## Достижения
- Чемпион Аргентины (6): 1975 (Метрополитано), 1975 (Насьональ), 1981 (Метрополитано), 1983 (Метрополитано), 1984 (Метрополитано), 1985 (Насьональ)
- Обладатель Кубка Либертадорес (1): 1985
- Лучший бомбардир чемпионата Аргентины (3): 1972 (Насьональ) (14 голов), 1974 (Метрополитано) (18 голов), 1982 (Метрополитано) (20 голов)

## Статистика выступлений
| Клуб               | Сезон            | Лига | Лига | Кубки | Кубки | Кубки КОНМЕБОЛ / Еврокубки | Кубки КОНМЕБОЛ / Еврокубки | Итого | Итого |
| Клуб               | Сезон            | Игры | Голы | Игры  | Голы  | Игры                       | Голы                       | Игры  | Голы  |
| ------------------ | ---------------- | ---- | ---- | ----- | ----- | -------------------------- | -------------------------- | ----- | ----- |
| Ривер Плейт        | 1970             | 23   | 4    | 0     | 0     | 0                          | 0                          | 23    | 4     |
| Ривер Плейт        | 1971             | 32   | 11   | -     | -     | 0                          | 0                          | 32    | 11    |
| Ривер Плейт        | 1972             | 25   | 16   | -     | -     | 0                          | 0                          | 25    | 16    |
| Ривер Плейт        | 1973             | 47   | 23   | -     | -     | 5                          | 2                          | 52    | 25    |
| Ривер Плейт        | 1974             | 31   | 25   | -     | -     | 0                          | 0                          | 52    | 25    |
| Ривер Плейт        | 1975             | 37   | 24   | -     | -     | 0                          | 0                          | 37    | 24    |
| Ривер Плейт        | Итого            | 195  | 103  | 0     | 0     | 5                          | 2                          | 200   | 105   |
| Лас-Пальмас        | 1975/76          | 30   | 16   | 0     | 0     | 0                          | 0                          | 30    | 16    |
| Лас-Пальмас        | 1976/77          | 31   | 22   | 0     | 0     | 0                          | 0                          | 31    | 22    |
| Лас-Пальмас        | 1977/78          | 27   | 18   | 10    | 6     | 4                          | 6                          | 41    | 30    |
| Лас-Пальмас        | 1978/79          | 27   | 16   | 8     | 5     | 0                          | 0                          | 35    | 21    |
| Лас-Пальмас        | 1979/80          | 32   | 8    | 5     | 2     | 0                          | 0                          | 37    | 10    |
| Лас-Пальмас        | Итого            | 147  | 80   | 23    | 13    | 4                          | 6                          | 174   | 99    |
| Севилья            | 1980/81          | 19   | 6    | 3     | 1     | 0                          | 0                          | 22    | 7     |
| Севилья            | Итого            | 19   | 6    | 3     | 1     | 0                          | 0                          | 22    | 7     |
| Бока Хуниорс       | 1981             | 18   | 3    | -     | -     | 0                          | 0                          | 18    | 3     |
| Бока Хуниорс       | Итого            | 18   | 3    | 0     | 0     | 0                          | 0                          | 18    | 3     |
| Тальерес (Кордова) | 1982             | 20   | 20   | -     | -     | 0                          | 0                          | 20    | 20    |
| Тальерес (Кордова) | Итого            | 20   | 20   | 0     | 0     | 0                          | 0                          | 20    | 20    |
| Индепендьенте      | 1982             | 35   | 20   | -     | -     | 0                          | 0                          | 35    | 20    |
| Индепендьенте      | 1983             | 21   | 9    | -     | -     | 0                          | 0                          | 21    | 9     |
| Индепендьенте      | Итого            | 56   | 29   | 0     | 0     | 0                          | 0                          | 56    | 29    |
| Архентинос Хуниорс | 1984             | 24   | 5    | -     | -     | 0                          | 0                          | 24    | 5     |
| Архентинос Хуниорс | 1985             | 2    | 0    | -     | -     | 2                          | 0                          | 4     | 0     |
| Архентинос Хуниорс | 1985/86          | 5    | 0    | -     | -     | 0                          | 0                          | 5     | 0     |
| Архентинос Хуниорс | Итого            | 31   | 5    | 0     | 0     | 2                          | 0                          | 33    | 5     |
| Всего за карьеру   | Всего за карьеру | 486  | 246  | 26    | 14    | 11                         | 8                          | 523   | 268   |